# Batalha de Montmirail
A Batalha de Montmirail foi travada a 11 de fevereiro de 1814 entre uma força francesa liderada pelo Imperador Napoleão e dois Corpos de Exército aliados comandados por Fabian Wilhelm von Osten-Sacken e Ludwig Yorck von Wartenburg. Em uma luta renhida, que durou até a noite, as tropas francesas, incluindo a Guarda Imperial, derrotaram os soldados russos de Osten-Sacken e os obrigaram a recuar para o norte. Parte do I Corpo Prussiano de Yorck tentou intervir na luta, mas também foi repelido. A batalha ocorreu perto de Montmirail, França, durante a Campanha dos Seis Dias das Guerras Napoleônicas. Montmirail está localizada a 51 quilômetros (32 milhas) a leste de Meaux.
Depois que Napoleão esmagou o pequeno corpo isolado de Zakhar Dmitrievich Olsufiev na Batalha de Champaubert em 10 de fevereiro, ele se viu no meio do Exército da Silésia amplamente espalhado de Gebhard Leberecht von Blücher. Deixando uma pequena força no leste para vigiar Blücher, Napoleão virou a maior parte de seu exército para oeste em uma tentativa de destruir Osten-Sacken. Sem saber do tamanho do exército de Napoleão, Osten-Sacken tentou abrir caminho para leste para se juntar a Blücher. Os russos conseguiram manter sua posição por várias horas, mas foram forçados a recuar a medida que mais e mais soldados franceses apareciam no campo de batalha. As tropas de Yorck chegaram tarde, apenas para serem repelidas. Mas os prussianos conseguiram ocupar os franceses tempo suficiente para permitir que os russos se juntassem a eles em uma retirada para o norte. No dia seguinte ocorreria a Batalha de Château-Thierry quando Napoleão lançou uma perseguição total.

## Prelúdio
Em 1º de fevereiro de 1814, o marechal de campo prussiano Gebhard Leberecht von Blücher, comandando 80.000 soldados aliados de seu próprio Exército da Silésia e o marechal de campo austríaco Karl Philipp, Príncipe do Exército da Boêmia de Schwarzenberg, derrotaram Napoleão com 45.000 soldados franceses na Batalha de La Rothière. Exultantes com seu triunfo, os comandantes aliados elaboraram um novo plano pelo qual Schwarzenberg avançou de Troyes em direção a Paris enquanto Blücher operava em um eixo mais ao norte de Châlons-sur-Marne em direção a Meaux. Os dois exércitos seriam ligados pelo corpo de Peter Wittgenstein e uma força de reconhecimento liderada por Alexander Nikitich Seslavin. Em poucos dias, o cauteloso Schwarzenberg começou a puxar as tropas de Wittgenstein para o sul. Acreditando que a guerra estava quase acabando, Blücher pressionou rapidamente para o oeste atrás de uma força francesa menor sob o comando do marechal Jacques MacDonald. Sem o conhecimento do marechal de campo prussiano, em 5 de fevereiro Schwarzenberg mudou a força de Seslavin do flanco direito para o flanco extremo esquerdo sem informar Blücher. Como ele não tinha um oficial de ligação com Seslavin, o prussiano não sabia que uma lacuna perigosa se abria em seu flanco esquerdo.
Até 6 de fevereiro, Napoleão planejou dar um golpe contra o Exército da Boêmia. Porém, naquele dia, o imperador francês recebeu informações de que Blücher estava se movendo para Paris, via Meaux. Como MacDonald estava fraco demais para parar o Exército da Silésia, Napoleão foi compelido a lidar com Blücher primeiro. Enquanto enviava patrulhas para determinar o paradeiro preciso do exército do marechal de campo prussiano, Napoleão enviou o marechal Auguste de Marmont com 8.000 soldados para Sézanne. Em 8 de fevereiro, eles foram acompanhados por parte da Guarda Imperial e uma grande força de cavalaria. No mesmo dia, as patrulhas de MacDonald relataram que Ludwig Yorck von Wartenburg estava perto de Épernay com 18.000 homens. Quando, na manhã de 9 de fevereiro, Napoleão recebeu notícias de Marmont de que Fabian Wilhelm von Osten-Sacken estava perto de Montmirail com cerca de 15.000 soldados, o exército francês entrou em ação.
O marechal Claude Victor-Perrin com 14.000 homens, consistindo de seu próprio corpo, uma força sob o comando de Étienne Maurice Gérard e cavalaria, manteria Nogent-sur-Seine. O marechal Nicolas Oudinot com 20.000 homens, incluindo o recém-formado VII Corpo, uma divisão de 5.000 homens da Guarda Jovem, Guardas Nacionais e uma força de cavalaria sob Pierre Claude Pajol foi instruído a proteger as pontes em Bray-sur-Seine, Montereau, Pont-sur-Yonne e Sens. Naquela época, Napoleão tinha apenas 70.000 soldados para enfrentar cerca de 200.000 dos Aliados. Com Victor e Oudinot observando Schwarzenberg, Napoleão decidiu agir contra Blücher, que ele supôs ter 45.000 combatentes em suas tropas.
Na verdade, o Exército da Silésia tinha 57.000 soldados, incluindo 18.000 sob o comando de Yorck em Château-Thierry, 20.000 sob o comando de Sacken perto de La Ferté-sous-Jouarre e 19.000 sob o comando de Zakhar Dmitrievich Olsufiev, Piotr Mikhailovich Kaptzevich e Friedrich von Kleist em Champaubert, Vertus e Bergères-lès-Vertus. No entanto, o exército de Blücher estava espalhado por uma frente de 44 milhas (71 km) e Napoleão poderia contar com a ajuda dos 10.000 homens sob o comando de MacDonald. A força de ataque de Napoleão contava com 30.000 homens e 120 armas. Consistia no corpo de Marmont, duas divisões da Jovem Guarda lideradas pelo Marechal Michel Ney, o I Corpo de Cavalaria, duas divisões da Velha Guarda sob o comando do Marechal Édouard Mortier, duque de Trévise, parte da Cavalaria da Guarda e a divisão de cavalaria independente de Jean-Marie Defrance. Mortier recebeu ordens de fechar a retaguarda.
Temendo que Napoleão oferecesse batalha perto de Nogent, Schwarzenberg pediu a seu colega Blücher que enviasse o corpo de Kleist para o sul para ajudar. Obedientemente, o marechal de campo prussiano ordenou que Kleist, Kaptzevich e Olsufiev convergissem para Sézanne em 10 de fevereiro. Cavalgando com Kleist e Kaptzevich, Blücher os liderou para o sul de Vertus em direção a Fère-Champenoise, planejando virar para o oeste de lá para Sézanne. Após dias de chuva, as estradas ficaram inundadas, mas os camponeses franceses ajudaram o exército a arrastar os canhões de Napoleão pela lama. O exército francês caiu sobre o pequeno corpo de Olsufiev com força esmagadora na Batalha de Champaubert em 10 de fevereiro. Com apenas 5.000 homens e 24 armas, o general russo imprudentemente manteve sua posição; Olsufiev terminou o dia como prisioneiro francês e seu corpo foi quase dizimado. Os 1.500 sobreviventes foram formados em três ou quatro batalhões ad hoc.

## A Batalha

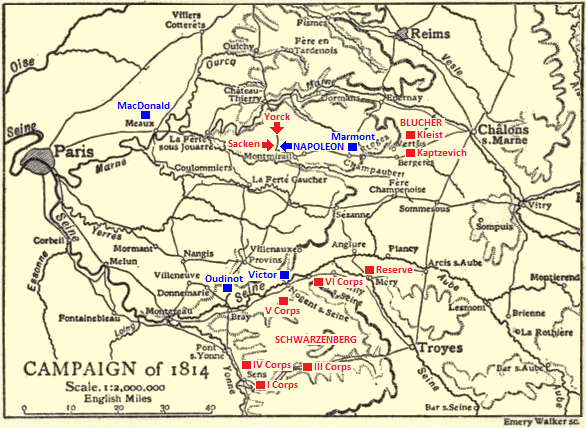
Napoleão enfrenta Osten-Sacken e Yorck perto de Montmirail em 11 de fevereiro de 1814.

### Avançando para o contato
Blücher estava perto de Fère-Champenoise quando soube que o corpo de Olsufiev havia sido destruído; ele imediatamente ordenou que Kleist e Kaptzevich empreendessem uma marcha noturna de volta a Vertus. O marechal de campo prussiano ordenou que Yorck rumasse para Montmirail enquanto segurava a importante ponte sobre o rio Marne em Château-Thierry, caso uma retirada fosse necessária. Durante o dia 10 de fevereiro, Osten-Sacken avançou para o oeste até Trilport, onde havia uma ponte sobre o Marne. Blücher chamou Osten-Sacken de volta, instruindo-o a marchar para o leste até Montmirail para se encontrar com Yorck e, em seguida, limpar a estrada entre lá e Vertus. Blücher negligenciou mencionar qualquer coisa a Osten-Sacken sobre escapar pelo Marne.

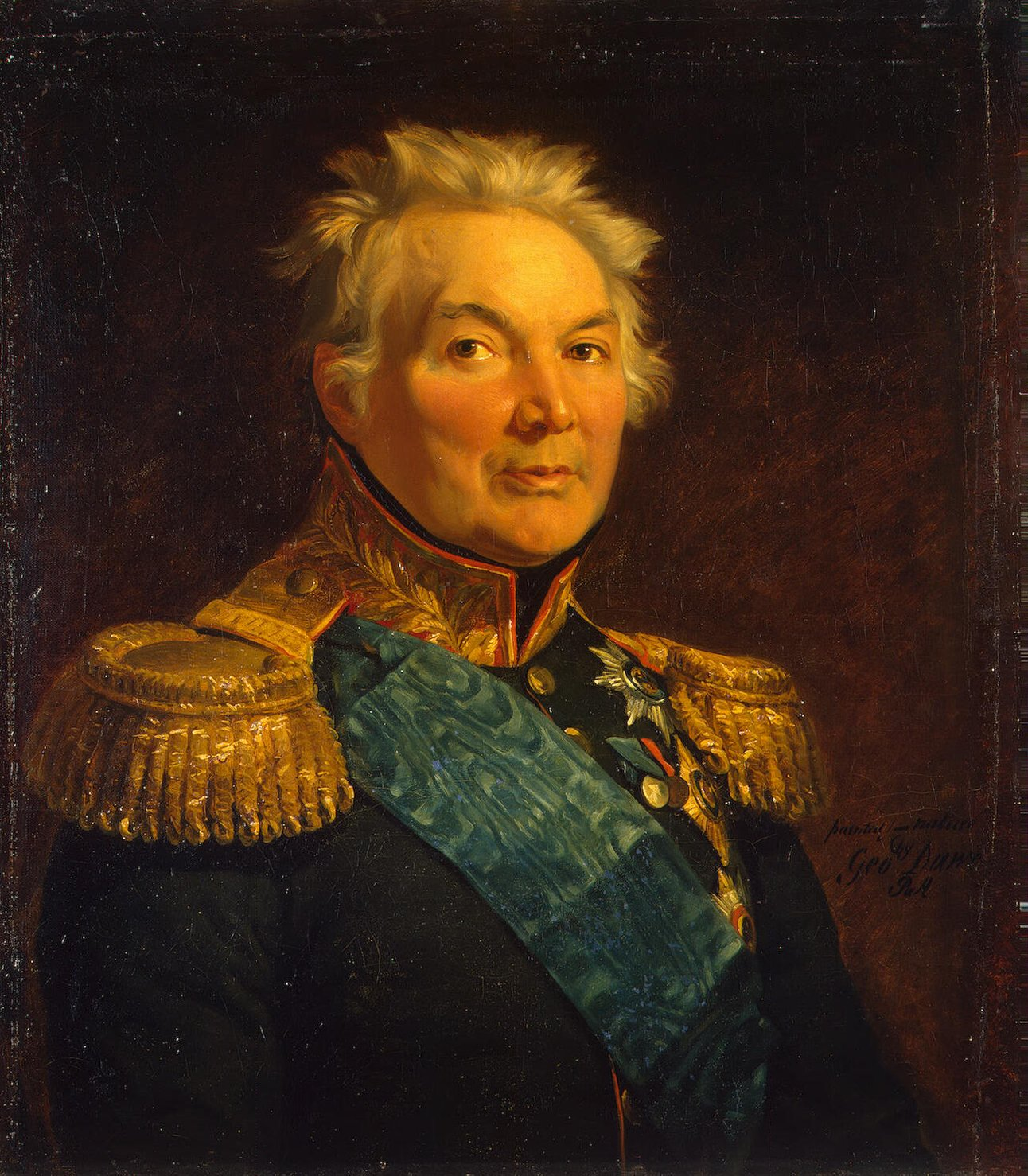
Fabian Osten-Sacken

Napoleão ordenou que MacDonald se movesse para o leste de Trilport. Às 19h, o imperador instruiu Étienne Marie Antoine Champion de Nansouty com duas divisões de cavalaria a marchar para o oeste para capturar Montmirail, seguido às 3h pela divisão de Étienne Pierre Sylvestre Ricard, do corpo de Marmont. As divisões da Jovem Guarda de Ney seguiriam em seu rastro às 6h, enquanto a Velha Guarda de Mortier marcharia diretamente de Sézanne para Montmirail. A divisão de Jean François Leval foi destacada da de Oudinot e recebeu ordens de marchar para Montmirail via La Ferté-Gaucher. Napoleão postou Marmont em Étoges com a divisão de Joseph Lagrange e o I Corpo de Cavalaria. Usando sua posição central, Napoleão esperava esmagar Osten-Sacken e Yorck enquanto estes estavam isolados de Blücher. Assim, ele ordenou que MacDonald retomasse Château-Thierry e sua ponte vital enquanto Marmont ficava de olho em Blücher.
Yorck enviou um despacho a Blücher expressando dúvidas se ele poderia se juntar a Osten-Sacken em Montmirail porque seus soldados estavam muito cansados para marchar na noite de 10 para 11 de fevereiro. Em vez disso, Yorck prometeu rumar para o sul até Viffort, na estrada para Montmirail. Quando recebeu as ordens, Osten-Sacken destruiu a ponte em La Ferté-sous-Jouarre e começou a marchar para o leste às 21h do dia 10. Às 9h do dia seguinte, os principais elementos do comandante do corpo russo estavam em conflito com patrulhas francesas a leste de Viels-Maisons. Os franceses expulsaram os cossacos de Osten-Sacken sob Akim Akimovich Karpov de Montmirail naquela manhã. Às 9h, Yorck chegou a Viffort e estava em escaramuça com a cavalaria francesa. Com a ponte de La Ferté-sous-Jouarre danificada a oeste e forças desconhecidas surgindo a leste, Osten-Sacken estava em sério perigo de ficar preso. Percebendo isso, Yorck enviou um oficial de estado-maior ao seu colega russo para avisá-lo de que seus prussianos chegariam atrasados ao campo de batalha. Devido às estradas lamacentas, os pesados canhões de campanha prussianos e uma brigada inteira tiveram que ser deixados para trás. O mensageiro de Yorck recomendou que Osten-Sacken recuasse para o norte, para Château-Thierry.
Osten-Sacken não quis saber disso. Contra o conselho de sua própria equipe, que o instou a se aproximar de Yorck, o comandante russo posicionou seu corpo de exército com seu peso principal para o sul. Seguindo rigorosamente suas ordens, Osten-Sacken decidiu abrir caminho para o leste através de Montmirail. No início da batalha, Napoleão estava em número significativamente menor e só podia se defender com 5.000 soldados da Velha Guarda, 4.500 de cavalaria, a divisão de Ricard e 36 canhões. Por conta das más condições das estradas e da exaustão dos soldados, não estava claro quais reforços os reforços chegariam primeiro ao campo de batalha, os franceses ou os prussianos de Yorck. Napoleão estava correndo um risco enorme.

### Desdobramento

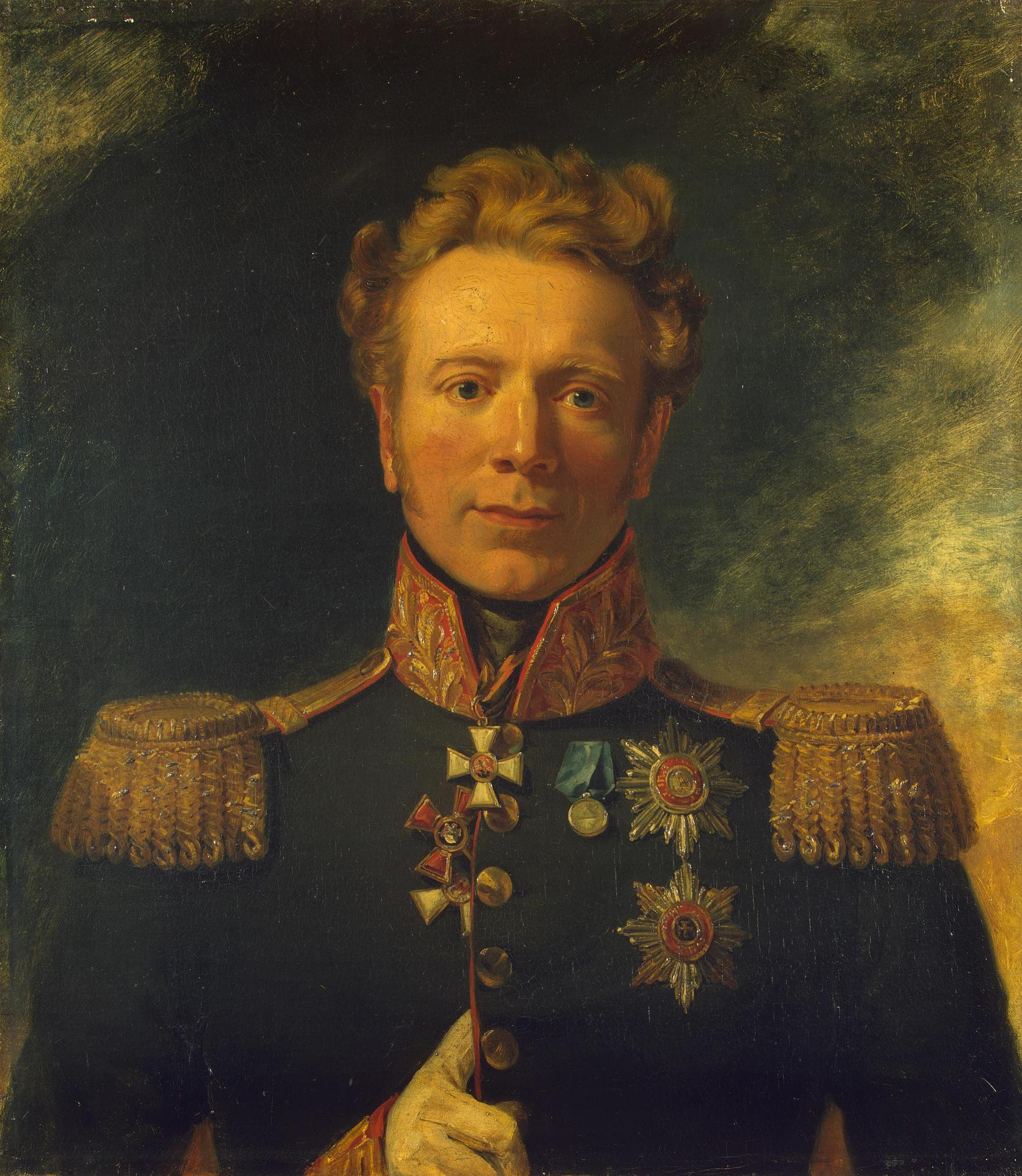
Ivan A. Lieven

A força de Osten-Sacken foi descrita como sendo de 18.000 homens e 90 armas por David G. Chandler, 14.000 soldados e 80 armas por George Nafziger, e 18.000 soldados por Francis Loraine Petre. O oficial do estado-maior prussiano Karl Freiherr von Müffling creditou aos russos 20.000 tropas, enquanto outro oficial alemão contou 16.300 homens e 90 armas. Osten-Sacken liderou dois corpos de infantaria e um de cavalaria. Os soldados de infantaria pertenciam ao VI Corpo de Alexander Ivanovich Tallisin com as 7ª e 18ª Divisões de Infantaria e ao XI Corpo de Ivan Andreievich Lieven com as 10ª e 27ª Divisões de Infantaria e uma brigada da 16ª Divisão. O corpo de cavalaria incluía a 2ª Divisão de Hussardos de Sergei Nicholaevich Lanskoi e a 3ª Divisão de Dragões de Semyon Davydovich Pandschulishev. O chefe de artilharia Alexey Petrovich Nikitin comandou três baterias de canhões de 12 libras e quatro baterias de canhões de 6 libras. Tallisin era o comandante interino do corpo no lugar de Alexei Scherbatov, que estava doente. O corpo de cavalaria foi comandado por Ilarion Vasilievich Vasilshikov.

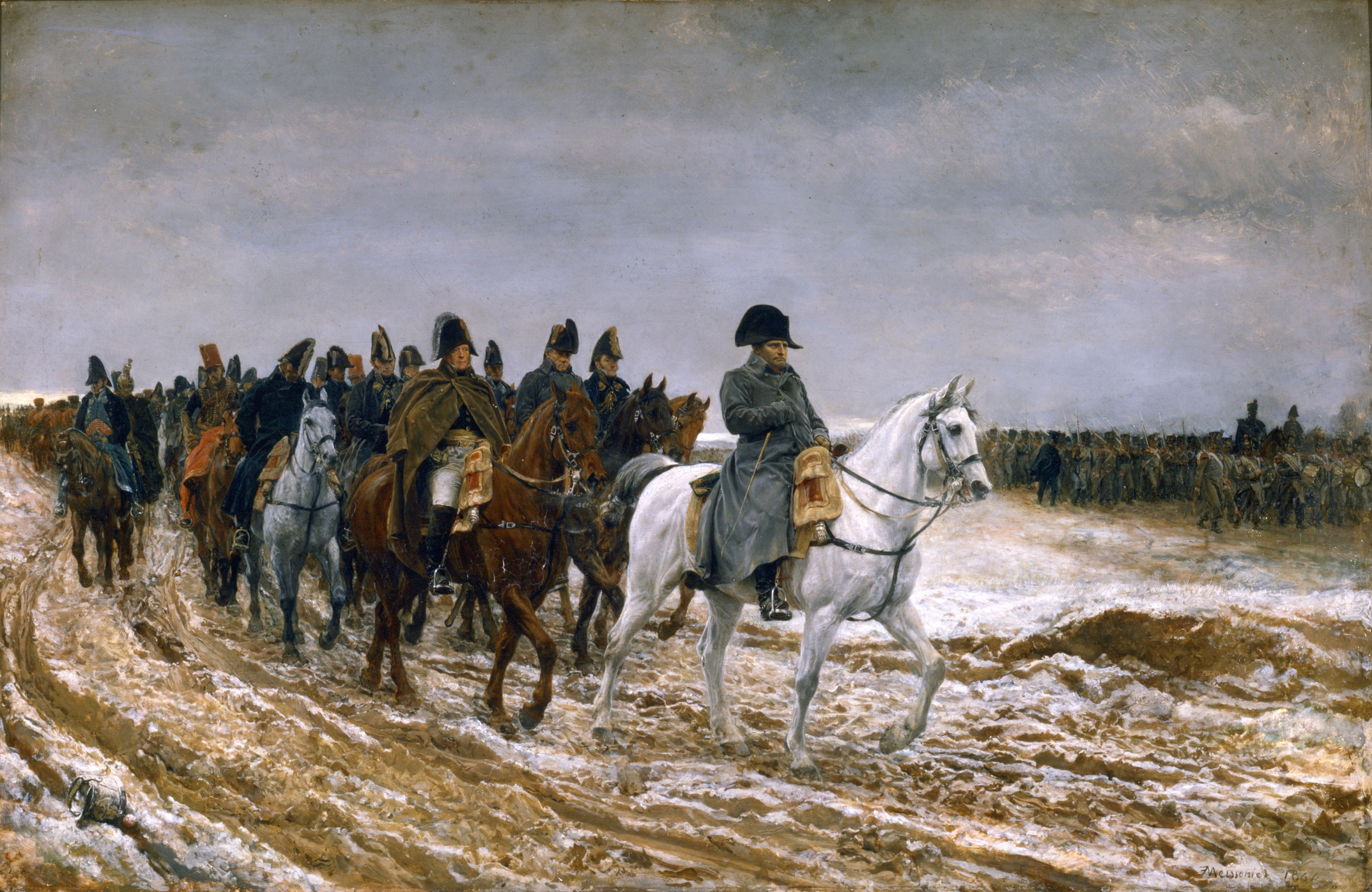
Napoleão, retratado com seus marechais e equipe, lidera seu exército por estradas enlameadas por dias de chuva. Embora seu império estivesse desmoronando, o Imperador provou ser um oponente perigoso na Campanha dos Seis Dias.

De acordo com Chandler e Petre, a maior força de Napoleão durante a batalha foi de 20.000 homens. Nafziger chegou a um total maior, de 27.153 soldados. A cavalaria era composta pelos 2.582 soldados da 1ª Divisão de Cavalaria da Guarda sob o comando de Pierre David de Colbert-Chabanais, os 2.164 sabres da 3ª Divisão de Cavalaria da Guarda sob o comando de Louis Marie Levesque de Laferrière e os 896 cavaleiros da divisão de Defrance. A infantaria contava com 4.133 homens da 1ª Divisão da Guarda Jovem de Claude Marie Meunier, 2.840 soldados da 2ª Divisão da Guarda Jovem de Philibert Jean-Baptiste Curial, 4.796 homens da 1ª Divisão da Velha Guarda de Louis Friant, 3.878 soldados da 2ª Divisão da Velha Guarda de Claude-Étienne Michel e 2.917 homens da 8ª Divisão de Infantaria de Ricard. Finalmente, Charles Lefebvre-Desnouettes liderou 3.535 cavaleiros da 2ª Divisão de Cavalaria da Guarda ou 4.947 soldados de infantaria da 3ª Divisão da Jovem Guarda.
O Rio Petit Morin flui para o oeste na margem sul do campo de batalha, que era principalmente terreno ondulado coberto por várias florestas. Logo ao norte do Petit Morin havia uma floresta que ancorava o flanco esquerdo francês. Na franja norte da floresta ficava a vila de Marchais-en-Brie com um riacho norte-sul um pouco a oeste. Mais ao norte ficava a rodovia leste-oeste. Napoleão colocou a divisão de Ricard em colunas a leste de Marchais. Dois dos batalhões de Ricard foram destacados e postados ao norte da rodovia em Bailly Wood. Atrás de Ricard estavam as duas divisões da Jovem Guarda de Ney sob Meunier e Curial. Na reserva estava a divisão de Friant em colunas de batalhão a intervalos de 100 passos. Para impedir que Osten-Sacken e Yorck se unissem, o imperador francês posicionou a divisão de Friant onde a estrada Château-Thierry encontrava a rodovia principal leste-oeste, com a cavalaria de Defrance à sua direita. Mais ao norte, bloqueando a estrada Château-Thierry estava Nansouty que tinha o comando geral das divisões de cavalaria da Guarda.
Osten-Sacken postou o corpo de Tallisin ao sul com a 7ª Divisão à direita e a 18ª Divisão no centro. Ao norte, mas ainda ao sul da rodovia, estava o corpo de Lieven com a 10ª Divisão no centro e a 27ª Divisão à esquerda. A infantaria foi organizada em duas linhas com cada batalhão em coluna. Três linhas de escaramuçadores foram posicionadas na frente e a artilharia leve foi postada nos flancos da infantaria. Os canhões de 12 libras da Bateria Nr. 18 foram posicionados no centro entre a 10ª e a 18ª Divisões, enquanto as outras duas baterias pesadas foram mantidas na reserva. Os russos reuniram 36 canhões no lado oeste da ravina. De acordo com um relato, o corpo de Lieven estava na reserva a oeste da vila de L'Épine-aux-Bois. A cavalaria de Vasilshikov foi organizada à esquerda da infantaria de Lieven perto da rodovia.

### Combates
Osten-Sacken criou uma força-tarefa de 2.360 homens sob o comando do major-general Heidenreich que incluía os regimentos de infantaria de Pskov, Vladimir, Kostroma e Tambov, duas companhias do 11º Jägers, o regimento cossaco Lukovkin e seis canhões. Exceto pelos canhões que não conseguiram cruzar o riacho, as tropas de Heidenreich moveram-se para o leste e tomaram Marchais por volta das 11 da manhã. Mais artilharia francesa tendo chegado no intervalo, Napoleão ordenou que Ricard atacasse Marchais ao meio-dia. Uma luta árdua por Marchais durou duas horas, com os russos mantendo o controle da vila. Napoleão ordenou um bombardeio de artilharia enquanto esperava a divisão da Velha Guarda de Michel marchar para a frente de Montmirail. Às 14:00, o imperador ordenou um ataque ao flanco esquerdo de Osten-Sacken. Quatro batalhões da Velha Guarda de Friant marcharam para o oeste ao longo da rodovia em direção à fazenda leiteira Haute-Épine, apoiados à direita por sete esquadrões de Gardes d'Honneur. Ao mesmo tempo, Claude-Étienne Guyot liderou quatro esquadrões de cavalaria da Guarda ao redor do flanco esquerdo russo. Os ataques combinados quebraram a primeira linha de Osten-Sacken e o obrigaram a enviar sua segunda linha para a ação enquanto movia sua cavalaria para a esquerda para entrar em contato com os prussianos de Yorck.
Para quebrar a conexão com Yorck, Napoleão ordenou um novo ataque direto pela rodovia por Nansouty com todas as suas três divisões, Colbert, Desnouettes e Laferrière. Esta carga quebrou algumas formações russas, forçando os soldados a se espalharem para as florestas de Viels-Maisons. A cavalaria de Vasilshikov contra-atacou, forçando os cavaleiros de Nansouty a recuar e restaurando o vínculo com os prussianos. Nessa época, a divisão da Jovem Guarda de Meunier se juntou à de Ricard na luta por Marchais no flanco esquerdo de Napoleão. Os franceses capturaram Marchais duas vezes antes de serem expulsos novamente quando a 18ª Divisão de Sacken recapturou a vila.
Às 15:00 ou 15:30 a 1ª Brigada de Infantaria de Otto Karl Lorenz von Pirch e a 7ª Brigada de Infantaria de Heinrich Wilhelm von Horn chegaram a Fontenelle-en-Brie na rodovia Château-Thierry. Devido às más condições das estradas, os prussianos tinham apenas as baterias de brigada Nrs. 2 e 3 armadas com canhões de 6 libras. Os canhões mais pesados foram deixados para trás com a 8ª Brigada em Château-Thierry. Temendo o aparecimento das forças de MacDonald em sua retaguarda direita, Yorck também enviou sua brigada de infantaria restante de volta para segurar Château-Thierry. A cavalaria de reserva prussiana foi implantada perto de Fontenelle embora não tivesse sua artilharia. Pirch implantou sua brigada em duas linhas entre Fontenelle e o vilarejo de Tourneux mais a leste. Depois de esperar a brigada de Horn se fechar atrás dele, Pirch começou a atacar em direção às florestas de Bailly e Plenois. Osten-Sacken ordenou que suas duas baterias pesadas de reserva apoiassem o avanço prussiano. Ao mesmo tempo, a divisão da Velha Guarda de Michel chegou ao campo de batalha e foi comprometida com a luta contra Yorck.

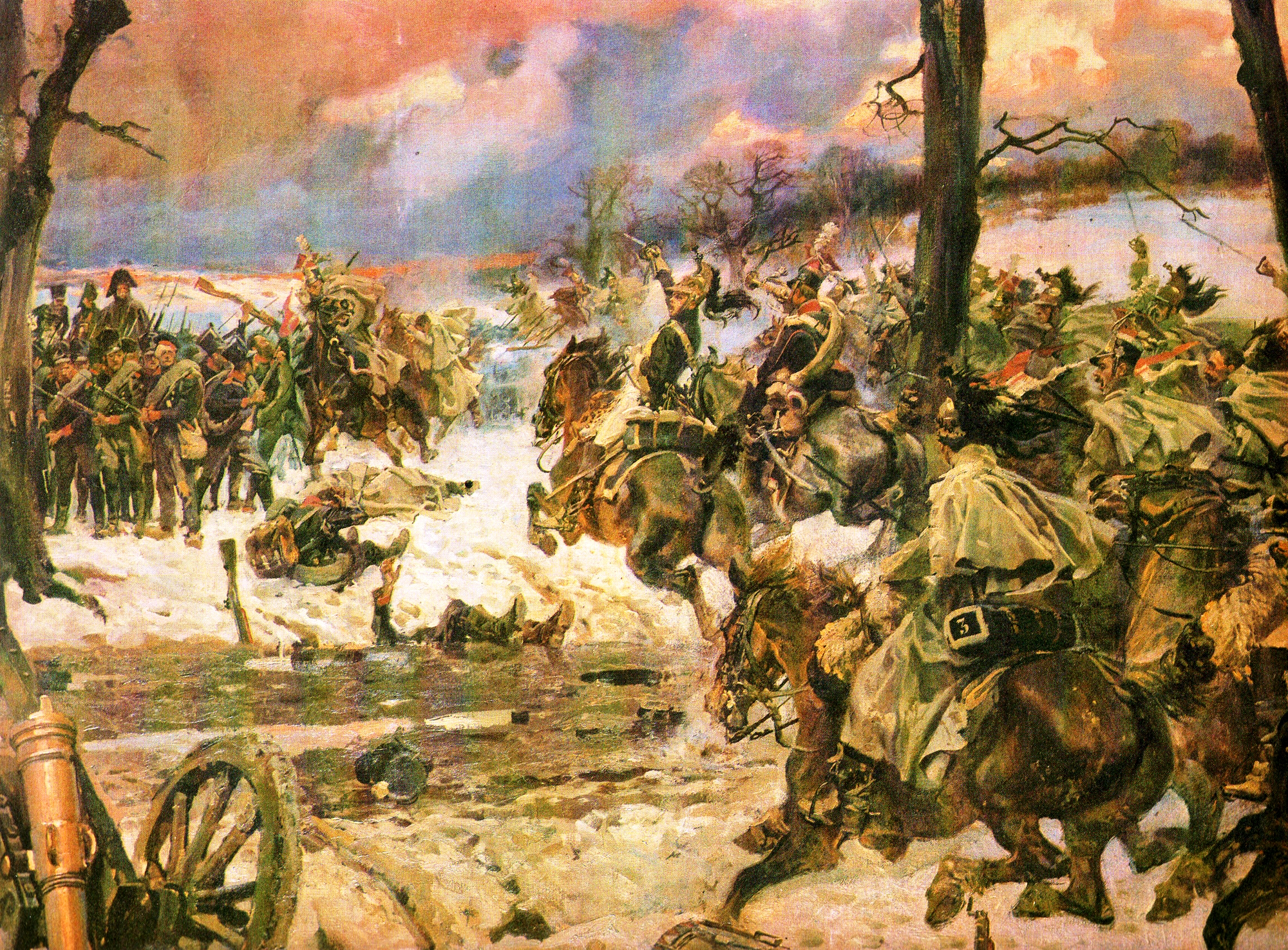
Cavalaria francesa atacando quadrados russos em Montmirail.

Napoleão ordenou que os cansados soldados de Ricard e Meunier voltassem para a batalha por Marchais. O imperador enviou o marechal François Joseph Lefebvre com dois batalhões de Velha Guarda de Infantaria Chasseurs para cortar Marchais do norte. Ricard organizou um ataque de quatro batalhões do vilarejo de Pomesson no sul. Os dois batalhões de Lefebvre capturaram L'Épine-aux-Bois. Embora os franceses tenham alcançado a superioridade da artilharia local, os russos em Marchais continuaram a resistir até as 17h, quando foram forçados a abrir mão do controle da vila e recuar. Quando chegaram ao lado oeste da ravina, a cavalaria de Defrance atacou-os, infligindo pesadas baixas às brigadas de Dietrich e Blagovenzenko. Várias centenas de escaramuçadores russos perto de Marchais foram abatidos ou capturados. Percebendo que sem o controle de Marchais, a batalha estava perdida, Osten-Sacken começou a retirar sua artilharia da ala direita em direção ao centro. Perto da rodovia, os quadrados de infantaria russos foram atacados pela cavalaria francesa, mas conseguiram escapar quando sua própria cavalaria interveio. O Regimento Sophia foi completamente engolido pela cavalaria francesa, mas lutou para abrir caminho.

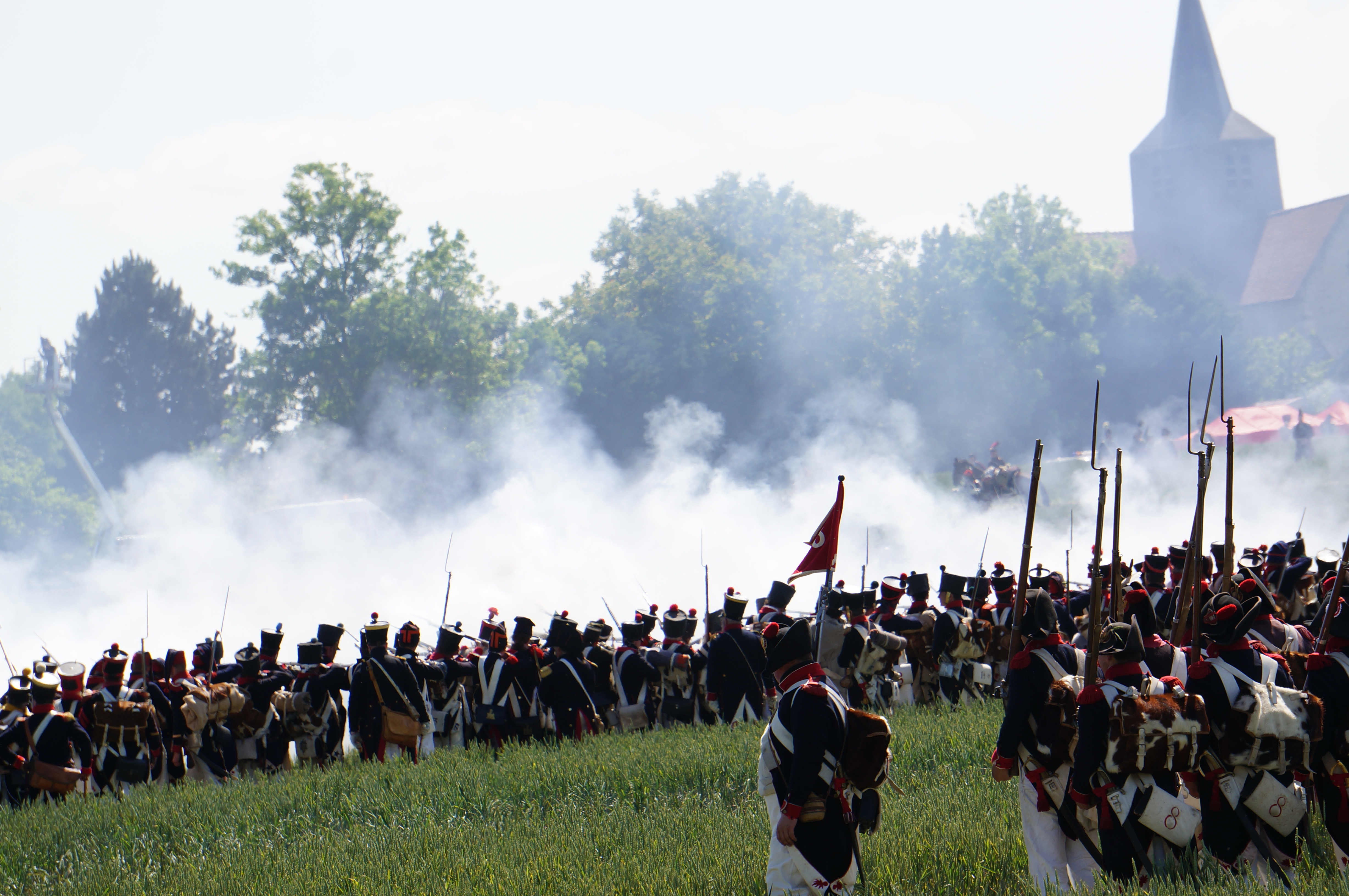
A divisão de Ricard entra em ação perto de Marchais em uma reconstituição da batalha.

Pirch atacou com o 1º Batalhão de Granadeiros da Prússia Oriental e da Prússia Ocidental e o 5º Regimento de Infataria da Silésia na primeira linha protegida por uma nuvem de escaramuçadores. A segunda linha consistia dos Batalhões de Granadeiros Leib e da Silésia e do 13º Regimento Infantaria. Mortier colocou quatro batalhões da Velha Guarda na floresta de Bailly ao lado dos Batalhões de Infantaria Leve 2/2 e Leve 7/4 de Ricard. Apesar do apoio da artilharia russa, o ataque prussiano recuou em meio a tiros de mosquete e metralha. Quando os escaramuçadores franceses ameaçaram envolver um flanco, a 2/5ª Infataria da Silésia atacou com a baioneta para abrir caminho. Ignorando os protestos de sua equipe, Yorck foi até lá para encorajar a linha de escaramuça, dizendo: "Quero morrer se vocês não conseguirem parar o inimigo."
Depois que Michel contra-atacou os prussianos com dez batalhões, o Batalhão de Granadeiros Leib e a 1/5ª Infataria da Silésia os encontraram. Dois batalhões do Regimento de Infantaria Leib ancoraram o flanco direito prussiano enquanto a 1ª Brigada se reformava à esquerda. Pirch liderou um ataque de baioneta que parou temporariamente os franceses, mas ele foi gravemente ferido. Ele foi substituído no comando pelo Coronel Losthin. Enquanto a retirada prussiana continuava, a 13ª Infantaria da Silésia e o Batalhão de Granadeiros da Silésia foram atacados na floresta, mas conseguiram expulsar seus perseguidores franceses. Os prussianos terminaram o dia entre Fontenelle e Viffort.
À noite, os lanceiros poloneses da Guarda lutaram para chegar até o oeste de Viels-Maisons. Osten-Sacken estava quase preso, mas o esforço de Yorck deu aos russos tempo e espaço suficientes para fugir. Com a cavalaria de Vasilshikov cobrindo a retirada, os russos seguiram para a estrada Château-Thierry enquanto chovia. A retirada russa através de pântanos e bosques foi guiada por uma linha de fogueiras. A artilharia foi salva ao destacar 50 cavaleiros para ajudar a puxar cada arma usando cordas, embora oito peças desativadas tenham sido abandonadas. Após uma marcha que durou a noite toda, as tropas de Osten-Sacken chegaram a Viffort na estrada principal e continuaram marchando para o norte em direção a Château-Thierry.

## Consequências
De acordo com Petre, os franceses sofreram 2.000 baixas enquanto infligiam perdas de 2.000 mortos e feridos aos russos e capturavam 800 soldados, seis insígnias e 13 armas. Os prussianos sofreram por volta de 900 baixas. Chandler afirma que os franceses perderam 2.000 homens enquanto os aliados perderam 4.000. Nafziger observou que a 1ª Brigada Prussiana perdeu 877 oficiais e homens enquanto as baixas da 7ª Brigada são desconhecidas. Ele citou várias fontes que deram perdas aliadas variando de um mínimo de 1.500 russos, 877 prussianos e nove armas a um máximo de 3.000 mortos e feridos mais 708 prisioneiros, 26 armas e 200 carroças. As perdas francesas são consistentemente relatadas em 2.000 homens com os generais Nansouty, Michel e Boudin de Roville feridos.
Em Meaux, MacDonald não conseguiu cumprir suas ordens de avançar porque a ponte de Trilport havia sido destruída. Seu subordinado Horace François Bastien Sébastiani de La Porta não conseguiu se mover porque Osten-Sacken havia danificado a ponte La Ferté-sous-Jouarre. MacDonald enviou sua cavalaria sob Antoine Louis Decrest de Saint-Germain para que se juntasse a Napoleão via Coulommiers. Napoleão novamente ordenou que MacDonald tomasse Château-Thierry, para que a retirada dos Aliados fosse bloqueada. Ele estava arriscando. Napoleão pretendia perseguir Osten-Sacken e Yorck com forças máximas, esperando prendê-los contra o Marne. Ele também precisava considerar que Blücher estava posicionado a leste com 20.000 homens e 80 armas. Embora o imperador tenha começado a receber pedidos de ajuda de Victor, ele calculou que o não agressivo Schwarzenberg se movimentaria lentamente enquanto ele lidava com o exército de Blücher. A Batalha de Château-Thierry seria travada em 12 de fevereiro.